# Logitech G11
El Logitech G11 es un teclado producido por Logitech diseñado específicamente para los jugadores. Incluye 18 teclas de macro, cada una puede tener definida hasta 3 macros. No incluye la pantalla LCD como su sucesor, el Logitech G15. A pesar de ser diseñado específicamente para videojuegos, la flexibilidad de sus características avanzadas permite usarlo para tareas profesionales, como edición de vídeo y programación.

## Características
- Posibilidad de crear teclas de acceso rápido.
- Capacidad para crear macros con la tecla de MR con la aplicación (incluida) "Keyboard Profiler" (por ejemplo, durante un juego).
- Barra para desactivar la tecla de Windows durante los juegos.
- Todo el dispositivo está retroiluminada por LEDs azules que se puede desactivar o cambiar la intensidad del brillo, mediante un botón.
- Controles multimedia (a través de la utilización de una rueda).
- Concentrador USB 1.1 integrado, con 2 puertos externos USB situado en la parte posterior del dispositivo.
- Teclas Sticky G.
- Las teclas no están pintadas como en el G15 v2, por lo que no se borran con el uso.